# 懷慶公主
懷慶公主（1367年—1425年7月15日），明朝公主，明太祖朱元璋第六女，成穆貴妃所生。
洪武十五年八月四日（1382年9月11日），下嫁王寧。婚禮后王寧升任後軍都督府事。建文年間因王宁洩露朝中事情給燕王朱棣，建文帝籍没了公主的家产，下王宁于錦衣衛大獄。
明成祖即位后，宣布王寧“孝于太祖、忠於國家，正直不阿，横遭诬构”，封永春侯。后王宁因事連坐下獄，得到赦免，出狱不久就去世。懷慶公主所生的兒子王貞亮和王貞慶，王貞慶為景泰十才子之一。
永乐二十二年十一月壬申（1424年11月21日），進封懷慶大長公主。洪熙元年七月一日（1425年7月15日），公主去世。

## 墓
怀庆公主墓位于今南京市江宁区，2018年发现，2023年9月列为南京市文物保护单位。